# Морозов, Михаил Егорович
Михаил Егорович Морозов — советский хозяйственный, государственный и политический деятель.

## Биография
Родился в 1930 году. Член КПСС.
Окончил Уральский политехнический институт имени Кирова.
До 1966 гг. — рядовой и руководящий работник на Первоуральском заводе «Хромпик».
- На 1966 г. — секретарь парткома Первоуральского завода «Хромпик».[1]
- В 1968—1972 гг. — секретарь Первоуральского горкома КПСС.
- В 1972—1985 гг. — первый секретарь Первоуральского горкома КПСС[2].
- В 1985—1991 гг. — заместитель директора Первоуральского Новотрубного завода.[3]

C 1991 гг. — пенсионер.
Жена Морозова Нина Валентиновна, дочь Марина, сын Сергей; 4 внуков и 5 правнуков.
Делегат XXV съезда КПСС.
Жил в Первоуральске.

## Отзывы о деятельности и личности
Михаил Егорович Морозов был последним первым секретарем горкома КПСС, который обладал реальной властью и авторитетом

## Награды
- Орден Трудового Красного Знамени (11.10.1973)[2]
- Орден Дружбы Народов (02.03.1981)
- Орден «Знак Почёта» (28.05.1966)[1]